# Сант'Агата Болонезе
Сант'А̀гата Болонѐзе (на италиански: Sant'Agata Bolognese, на местен диалект Sant'Èghete, Сант'Егете) е градче и община в северна Италия, провинция Болоня, регион Емилия-Романя. Разположено е на 21 m надморска височина. Населението на общината е 7392 души (към 2010 г.).